# Gústaf Bjarnason
Gústaf Þórarinn Bjarnason (* 16. März 1970 in Selfoss) ist ein ehemaliger isländischer Handballnationalspieler. Der Linksaußen spielte in Deutschland für den TV 08 Willstätt und GWD Minden in der Bundesliga.

## Laufbahn
Gústaf spielte zunächst in seiner isländischen Heimat bei UMF Selfoss und lief von 1994 bis 1998 für Haukar Hafnarfjörður auf. Danach folgte der Wechsel nach Deutschland zum TV 08 Willstätt in die 2. Bundesliga. Im selben Jahr folgte nach gewonnener Relegation gegen die SG VfL/BHW Hameln der Aufstieg in die Bundesliga. Trotz des vorletzten Tabellenplatzes verließ Gústaf Willstätt nicht als Absteiger zu GWD Minden. Aufgrund der Aufstockung der Bundesliga von 18 auf 20 Mannschaften zur Saison 2000/01 reichte der 17. Tabellenplatz zum Klassenerhalt. Mit Minden belegte er in drei Jahren zweimal den neunten und einmal den zwölften Tabellenplatz. Im Dezember 2002 zog er sich im 46. Mühlenkreis-Derby gegen den TuS N-Lübbecke einen Meniskusschaden im rechten Schultergelenk zu. Trotz dieser Verletzung spielte er für Island bei der Weltmeisterschaft im Januar, musste danach allerdings operiert werden und konnte für GWD Minden nicht mehr auflaufen. Nach seiner Rückkehr nach Island zu UMF Stjarnan musste er aufgrund anhaltender Schmerzen an seinem Wurfarm 2004 seine Karriere beenden.
Für die isländische Nationalmannschaft debütierte Gústaf im März 1991 und nahm mit ihr an vier Weltmeisterschaften (1993, 1995, 1997 und 2003), zwei Europameisterschaften (2000 und 2002) sowie den olympischen Spielen 1992 teil, wo er allerdings nicht zum Einsatz kam. Insgesamt absolvierte er 144 Länderspiele, in denen er 335 Tore erzielte.
Am 3. April 1997 gelangen ihm in seiner Heimatstadt Selfoss 21 Tore (davon zwei Siebenmeter) beim 31:22-Sieg gegen China und brach damit den fast 31 Jahre alten Rekord von Hermann Gunnarsson, der 1966 17 Tore gegen die USA erzielte. Gústafs Rekord für die meisten Tore in einem Länderspiel für Island ist bis heute ungebrochen.